# Cabinetul Statelor Unite ale Americii
Cabinetul Statelor Unite ale Americii este un corp format din vicepreședintele Statelor Unite și directorii departamentelor executive din guvernul Statelor Unite. Acesta reprezintă corpul consultativ oficial al președintelui Statelor Unite. Președintele prezidă întâlnirile, însă nu este în mod formal un membru al cabinetului. Directorii departamentelor, numiți în funcție de președinte și confirmați de Senat, sunt membri ai Cabinetului, iar directorii intermediari ai departamentelor participă la rândul lor la ședințele cabinetului, indiferent dacă sunt nominalizați în mod oficial pentru confirmarea Senatului. De asemenea, președintele poate desemna directorii altor agenții și membri neconfirmați de Senat din cadrul Biroului Executiv al Președintelui⁠(d) drept membri ai Cabinetului.
Cabinetul nu are puteri sau funcții executive colective proprii. Există 24 de membri (25 cu vicepreședintele): 15 directori de departament și nouă membri la nivel de cabinet; dintre aceștia, numai doi nu au nevoie de avizul și acordul Senatului⁠(d). Membrii Cabinetului se întâlnesc cu președintele într-o cameră adiacentă Biroului Oval⁠(d) și stau la masă în ordinea înființării departamentelor, cel mai vechi fiind cel mai aproape de președinte, iar cel mai nou cel mai îndepărtat.
Membrii Cabinetului sunt subordonați președintelui⁠(d), care poate să-i demită în orice moment fără aprobarea Senatului, fapt confirmat de Curtea Supremă a Statelor Unite în cazul Myers v. Statele Unite⁠(d) (1926), sau să-l retrogradeze. Președintele este autorizat să organizeze Cabinetul. În calitate de funcționari publici guvernamentali, membrii Cabinetului pot fi suspendați din funcție⁠(d) de către Camera Reprezentanților și judecați în Senat pentru „trădare, luare de mită sau alte infracțiuni și contravenții”.
Constituția Statelor Unite nu stabilește în mod explicit un Cabinet. Rolul acestuia, dedus din textul Articolului II, Secțiunea II, Clauza 1⁠(d) din Constituție, este să-l consilieze pe președinte. Mai mult, conform celui de-al 25-a Amendament⁠(d), vicepreședintele împreună cu majoritatea directorilor de departamente executive au puterea de a-l declara pe președinte „incapabil să îndeplinească atribuțiile și îndatoririle funcției sale”. Șefii departamentelor executive, dacă sunt eligibili, sunt parte a liniei succesorale.

## Cabinetul actual și oficialii  săi

### Vicepreședintele și directorii departamentelor executive
| Funcția (Numit în baza legii)                                                                                              | În funcție         | Preluarea funcției | Statut |
| --- | ------------------ | ------------------ | ------ |
| Vicepreședinte (Constituție, Articolul II, Secțiunea I⁠(d)                                                                  | Kamala Harris      | 20 ianuarie 2021   |        |
| Secretar de stat (Secțiunea 22, Codul de legi⁠(d), )                                                                        | Antony Blinken     | 26 ianuarie 2021   |        |
| Secretarul trezoreriei⁠(d) (Secțiunea 31, Codul de legi⁠(d), )                                                               | Janet Yellen       | 26 ianuarie 2021   |        |
| Secretarul apărării (Secțiunea 10, Codul de legi⁠(d), )                                                                     | Lloyd Austin       | 22 ianuarie 2021   |        |
| Procuror general (Secțiunea 28, Codul de legi⁠(d), )                                                                        | Merrick Garland    | 11 martie 2021     |        |
| Secretar de interne⁠(d) (Secțiunea 43, Codul de legi⁠(d), )                                                                  | Deb Haaland        | 16 martie 2021     |        |
| Secretarul agriculturii⁠(d) (Secțiunea 7, Codul de legi⁠(d), )                                                               | Tom Vilsack        | 24 februarie 2021  |        |
| Secretarul pentru comerț⁠(d) (Secțiunea 15, Codul de legi⁠(d), )                                                             | Gina Raimondo      | 3 martie 2021      |        |
| Secretarul muncii⁠(d) (Secțiunea 29, Codul de legi⁠(d), )                                                                    | Marty Walsh        | 23 martie 2021     |        |
| Secretarul pentru sănătate și servicii sociale⁠(d) (Reorganization Plan No. 1 of 1953, și Secțiunea 42, Codul de legi⁠(d), ) | Xavier Becerra     | 19 martie 2021     |        |
| Secretarul pentru locuințe și dezvoltare urbană⁠(d) (Secțiunea 42, Codul de legi⁠(d), ))                                     | Marcia Fudge       | 10 martie 2021     |        |
| Secretarul transporturilor⁠(d) (Secțiunea 49, Codul de legi⁠(d), ))                                                          | Pete Buttigieg     | 3 februarie 2021   |        |
| Secretarul energiei⁠(d) (Secțiunea 42, Codul de legi⁠(d), ))                                                                 | Jennifer Granholm  | 25 februarie 2021  |        |
| Secretarul educației⁠(d) (Secțiunea 20, Codul de legi⁠(d), ))                                                                | Miguel Cardona     | 2 martie 2021      |        |
| Secretarul pentru veterani⁠(d) (Secțiunea 38, Codul de legi⁠(d), ))                                                          | Denis McDonough    | 9 februarie 2021   |        |
| Secretarul securității naționale⁠(d) (Secțiunea 6, Codul de legi⁠(d), ))                                                     | Alejandro Mayorkas | 2 februarie 2021   |        |

### Alți membri al Cabinetului
Președintele poate să nominalizeze membri ai Cabinetului în funcții suplimentare, iar acestea diferă în funcție de președinte. Nu fac parte din linia de succesiune și nu sunt neapărat funcționari ai guvernului Statelor Unite.
| Birou | În funcție              | Preluarea mandatului | Statut      |
| --- | ----------------------- | -------------------- | ----------- |
| Administrator al Agenției pentru Protecția Mediului⁠(d) (Secțiunea 5, Codul de legi⁠(d), și Ordinul prezidențial⁠(d) 11735)             | Michael S. Regan        | 11 martie 2021       |             |
| Director al Biroului pentru Management și Buget⁠(d) (Secțiunea 31, Codul de legi⁠(d), și ordinele prezidențiale 11541, 11609 și 11717) | Shalanda Young          | 24 martie 2021       |             |
| · Directorul Serviciilor de Informații⁠(d) · (Secțiunea 50, Codul de legi⁠(d), )                                                       | Avril Haines            | 21 ianuarie 2021     |             |
| Reprezentatul american pentru comerț⁠(d) (Secțiunea 19, Codul de legi⁠(d), )                                                           | Katherine Tai           | 18 martie 2021       |             |
| Ambasador la Națiunile Unite⁠(d) Secțiunea 22, Codul de legi⁠(d), )                                                                    | Linda Thomas-Greenfield | 25 februarie 2021    |             |
| Președintele Consiliului Consilierilor Economici⁠(d) (Secțiunea 15, Codul de legi⁠(d), )                                               | Cecilia Rouse           | 12 martie 2021       |             |
| Administrator al Administrației micilor întreprinderi⁠(d) (Secțiunea 15, Codul de legi⁠(d), )                                          | Isabel Guzman           | 17 martie 2021       |             |
| Directorul Biroului pentru Politica Științei și a Tehnologiei⁠(d) (Secțiunea 42, Codul de legi⁠(d), )                                  | Alondra Nelson          | 18 februarie 2022    | Intermediar |
| Șeful Cabinetului de la Casa Albă⁠(d) (Dreptul public , respectiv ordinele prezidențiale 8248, 10452 și 12608)                        | Ron Klain               | 20 ianuarie 2021     |             |